# مغنولية فريزرية
ماغنوليا فريزرية (الاسم العلمي:Magnolia fraseri) هي نوع من النباتات تتبع جنس الماغنوليا من الفصيلة الماغنولية.

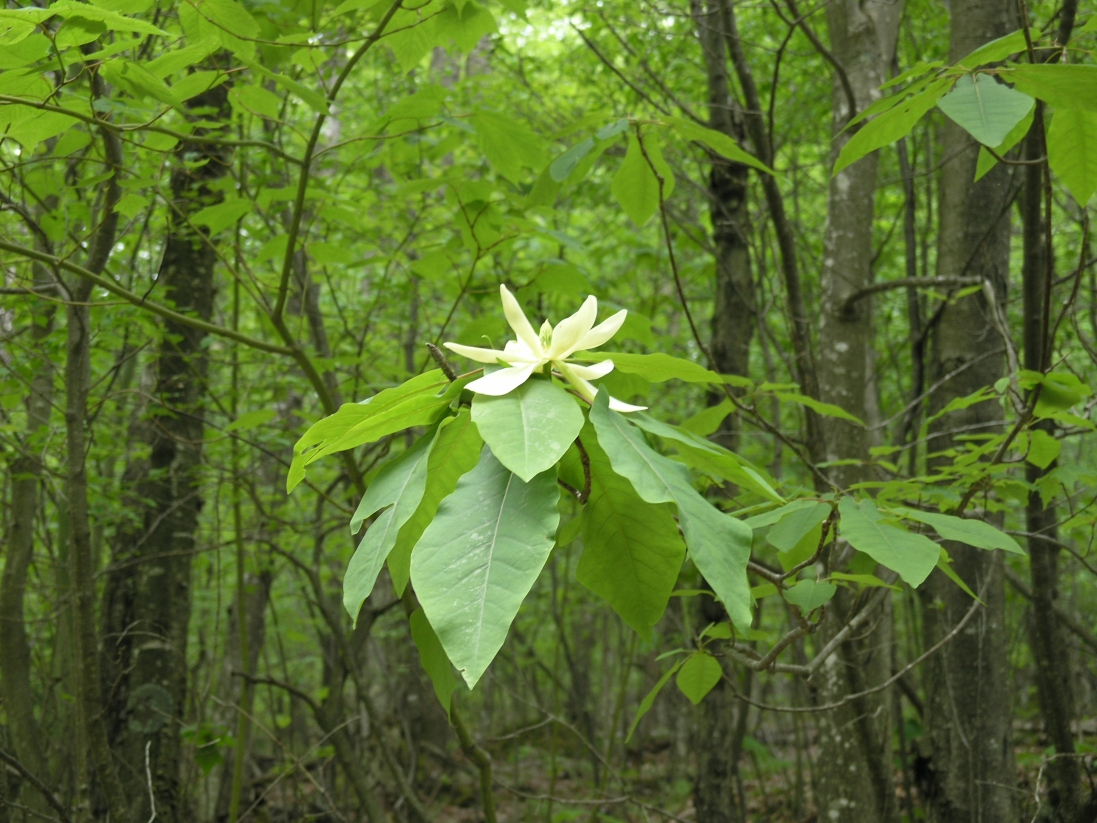
M. fraseri in young forest, south of Spruce Knob, West Virginia, USA.

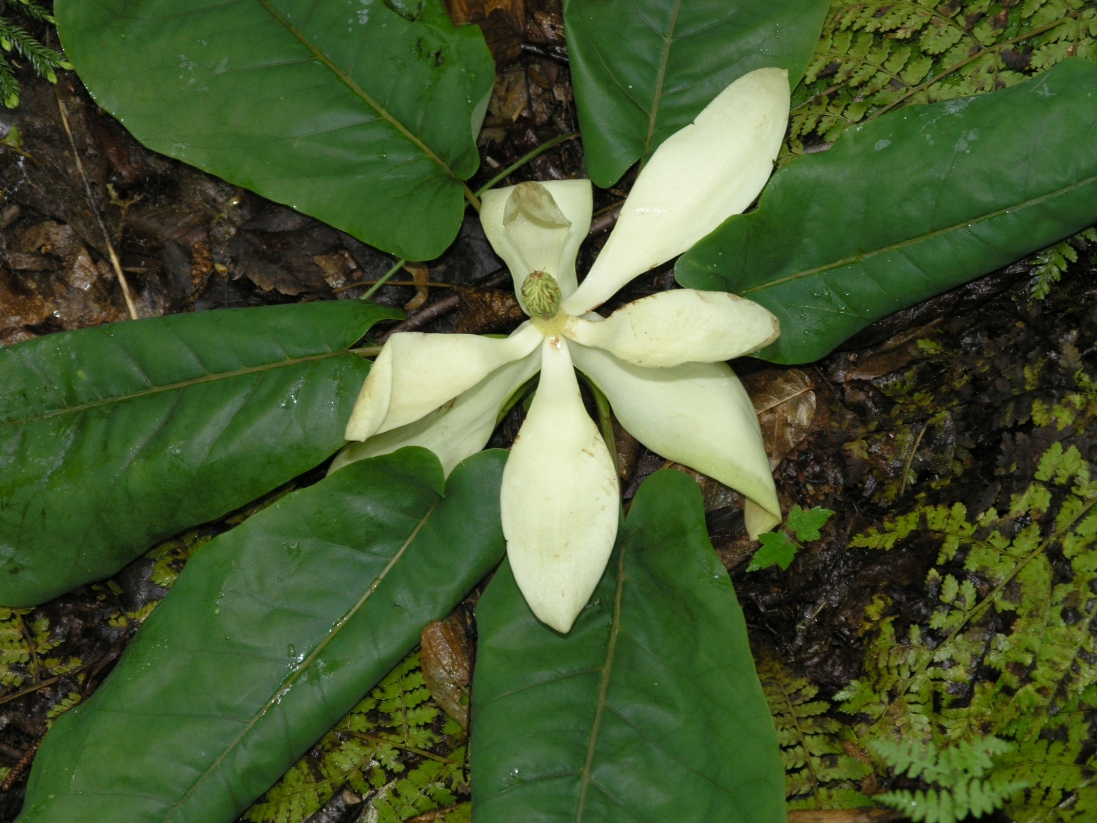
M. fraseri flower and foliage. West slope of Spruce Mountain, West Virginia, USA.